# Ханзаде-султанија (ћерка Ахмеда I)
Ханзаде-султанија је била  ћерка Ахмеда I и Косем-султаније.

## Живот
Султанија Ханзаде је рођена 1609. године. 
Удата је у октобру 1623. године за Бајрам-пашу, који је добио чин везира од 1628. године. Из брака је рођена ћерка која је умрла као одојче. Односи између супружника били су топли и брак је трајао до Бајрам-пашине смрти 26. августа 1638 у Багдаду.
1643. године султан Ибрахим је удао Ханзаде за Накаш Мустафа-пашу (умро 1653). 
Забележено је да је Ханзаде протерана у Једрене заједно са својим сестрама Ајше и Фатмом и нећаком Кајом када су показале непоштовање према Ибрахимовој жени Хумашах.

## Смрт
Ханзаде султанија је умрла 23. септембра 1650. године. Сахрањена је крај оца.